# Michael Geier
Michael Ernst Anton Geier (* 13. August 1944 in Paderborn) ist ein deutscher Diplomat.

## Leben
Nach dem Studium der Rechtswissenschaften an den Universitäten in Bonn, Kiel und Freiburg erhielt er u. a. 1970 auch ein Diplom des René-Cassin-Instituts für Menschenrechte in Straßburg. Nach dem Eintritt in den Auswärtigen Dienst 1973 folgten Verwendungen am Generalkonsulat Sao Paulo und am Generalkonsulat Rio de Janeiro. Von 1979 bis 1982 war Michael Geier Ständiger Vertreter des Botschafters in Mosambik. Nach einer Verwendung im Auswärtigen Amt (Referat für Fischereipolitik) wurde er 1985 Botschafter in Burkina Faso (Obervolta). Anschließend war er 1988 bis 1990 Ständiger Vertreter des Botschafters in Tunesien. Von 1990 bis 1993 war er Stellvertretender Leiter des Referats Westeuropa im Auswärtigen Amt. Nach einer einjährigen Verwendung als Austauschbeamter im Außenministerium der Republik Italien wurde Michael Geier 1994 Leiter der Rechts- und Konsularabteilung an der Botschaft in Italien. Daraufhin wurde er 1997 Leiter des Referats für Wiedergutmachung und Truppenaufenthaltsrecht im Auswärtigen Amt. Von 1999 bis 2001 war er Leiter des Arbeitsstabs von Bundesminister a. D. Otto Graf Lambsdorff bei der „Stiftung Erinnerung, Verantwortung und Zukunft“. Michael Geier wurde 2001 Stellvertretender Leiter der Rechtsabteilung im Auswärtigen Amt und war von 2003 bis Juli 2006 Botschafter der Bundesrepublik Deutschland in der Republik Korea (Südkorea). Anschließend war er bis 2009 Botschafter in Bulgarien.
| Vorgänger         | Amt                                            | Nachfolger               |
| ----------------- | ---------------------------------------------- | ------------------------ |
| —                 | Deutscher Botschafter in Ouagadougou 1985–1988 | Doretta Maria Loschelder |
| Hubertus von Morr | Deutscher Botschafter in Seoul 2003–2006       | Norbert Baas             |
| Harald Kindermann | Deutscher Botschafter in Sofia 2006–2009       | Matthias Martin Höpfner  |

| Personendaten    | Personendaten                                   |
| ---------------- | ----------------------------------------------- |
| NAME             | Geier, Michael                                  |
| ALTERNATIVNAMEN  | Geier, Michael Ernst Anton (vollständiger Name) |
| KURZBESCHREIBUNG | deutscher Diplomat                              |
| GEBURTSDATUM     | 13. August 1944                                 |
| GEBURTSORT       | Paderborn                                       |